# روزالین لاندور
روزالین لاندور (انگلیسی: Rosalyn Landor؛ زادهٔ ۷ اکتبر ۱۹۵۸) بازیگر فیلم، تلویزیون و صحنه، و راوی کتاب صوتی اهل انگلستان است.
لاندور، دختر بازیگر انگلیسی و مجری رادیو، نیل لندور و از مادری ایرلندی در همپستید، لندن به دنیا آمد.
او که در اواخر دهه ۱۹۶۰ و اوایل دهه ۱۹۷۰ بازیگر کودک فیلم بود، کار خود را از نه سالگی با بازی در فیلم ترسناک تاب‌آوردن شیطان (۱۹۶۸) آغاز کرد.
از فیلم‌ها یا برنامه‌های تلویزیونی که وی در آن نقش داشته‌است، می‌توان به تاب‌آوردن شیطان، جین ایر، آکسبریج بلوز، نفوذ بد، آقای بلاندن شگفت‌انگیز و طلاق مرد، طلاق زن اشاره کرد.
او همچنین نقش هلن استونر را در اقتباس تلویزیونی گرانادا از داستان کوتاه نوار خالدار در ماجراهای شرلوک هولمز مقابل جرمی برت بازی کرد.